# 푸르밀
푸르밀(Purmil)은 대한민국의 유가공 업체이다. 1978년 4월 12일 롯데유업주식회사로 설립된 이후, 훗날 롯데햄우유로 바뀌었다가, 2007년 4월 롯데그룹에서 계열 분리되었다. 2009년 1월 지금의 상호로 변경하였다. 유가공 제품을 주력으로 하며, 음료 사업에도 진출한 바 있다.
2022년 10월 17일 사업 철수를 발표하고, 전 직원에게 해고를 통보했다.
2022년 11월 10일 폐업 발표를 철회하고 감원 조건 정상화 방안을 발표했다.
한편, 롯데그룹은 푸르밀을 계열 분리한 이후 파스퇴르유업을 인수하여 우유산업에 다시 진출한 바 있다.

## 연혁
- 1978년 4월: 롯데유업주식회사 설립
- 1979년 4월: 상호 변경. 주식회사 롯데축산
- 1981년 10월: 상호 변경. 주식회사 롯데햄·롯데우유
- 2007년 4월: 롯데그룹에서 계열 분리되며 분할 설립과 함께 상호 변경. 롯데우유 주식회사
- 2009년 1월: 상호 변경. 주식회사 푸르밀

## 주요 제품군
- 우유류

1. 우유 : 푸르밀우유, 신선하고 맛좋은 우유, 신선하고 맛좋은 우유 저지방, 참 맛있는 산록우유, 뼈가튼튼고칼슘우유(3.5배), 뼈가튼튼고칼슘저지방우유
2. 가공유 : 꿀이 든 미숫가루우유, 속풀어유, 푸르밀 바나나킥우유/푸르밀 초코바나나킥우유, 푸르밀가나 초코우유, 푸르밀 바나나우유/푸르밀 블루베리 우유, 카페라떼 콜드브루, 카페모카 콜드브루, 카페베네 딸기크림치즈라떼, 카페베네 리얼브루 에스프레소라떼/카페베네 리얼브루 콜드브루라떼, 카페베네 에스프레스 마일드, 카페베네 오곡라떼, 카페베네 카라멜마끼아또, 카페베네 카페라떼, 카페베네 카페모카, 밀크플러스, 진하고 맛있는 특농우유, 검은콩이 들어있는 우유
3. 멸균유 : 바나나킥우유(멸균), 푸르밀 우유, 푸르밀가나 초코우유

- 발효유류

1. 마시는 발효유 : 그래놀라 딸기/플레인, 비피더스 깔라만시 2.0, 비피더스 골든애플&배 2.0, 비피더스 지방제로 플레인, 비피더스 드링킹 요구르트 블루베리/사과, N-1 블루베리,비피더스 망고&코코넛, 비피더스 석류, 비피더스 드링킹요구르트 사과/블루베리, 비피더스 사과/포도/블루베리, 비피더스 고칼슘 지방제로(플레인, 세븐베리)
2. 떠먹는 발효유: 푸르밀 허니 플레인 요거트, 푸르밀 플레인 요거트, 떠먹는 비피더스 블루베리/딸기/복숭아, 프리미엄후레쉬생크림 요거트,DOLE 떠먹는 요구르트 딸기/복숭아/블루베리

- 유산균 음료

1. 비타요구 퀸, 비타요구 킹, 쿨스타 자두/파인애플/복숭아, 비타요구, 플러스 오

- 음료

1. 푸르티 파인애플/복숭아허니블랙티 컵/자몽허니블랙티 컵

## 같이 보기
- 롯데그룹
- 롯데햄
- 농심그룹
- 롯데푸드